# Phục Hy

Tranh lụa về Phục Hy thời nhà Tống.

Phục Hy hay Tử Hoa (chữ Hán: 伏羲) (4486 TCN—4365 TCN), còn gọi là Phục Hi thị (伏羲氏), Mật Hy (宓羲), Bào Hy (庖羲), Bao Hy (包羲), Hy Hoàng (羲皇), Hoàng Hy (皇羲) hoặc Thái Hạo (太昊), ông đã tạo nên ảnh hưởng trong các thần tích Trung Hoa, ông thường được xem là người đầu tiên và đứng đầu trong các thuyết về Tam Hoàng Ngũ Đế của lịch sử Trung Quốc.
Ngoài Phục Hy, danh sách Tam Hoàng thường còn có Thần Nông và Nữ Oa. Theo quan niệm cổ của người Trung Hoa, Phục Hy là anh trai của Nữ Oa Thánh nhân.
Trong văn hóa Trung Hoa, ông là một hình tượng lớn và nổi tiếng vì người Trung Hoa cho rằng Phục Hy là người sáng lập của văn minh Trung Hoa. Ông được cho là người phát minh ra chữ viết, nghề đánh bắt cá, và bẫy thú. Tuy nhiên, một nhân vật huyền thoại khác là Thương Hiệt (倉頡), cũng được coi là người phát minh ra chữ viết. Ông cũng là người nổi tiếng với nhiều bộ sách về dịch lý.
Về hình dạng, ông thường được mô tả là thân rồng đầu người, hoặc thân rắn đầu người, nhân thế được người đời sau xưng là Long tổ (龍祖).

## Truyền thuyết
Theo truyền thuyết Trung Hoa, ông sinh ra tại Thành Kỷ (成紀, nay có lẽ là Thiên Thủy, Cam Túc) sau dời tới Trần Thương (陳倉). Đóng đô tại đất Trần Uyển Khâu (nay là Hoài Dương, Hà Nam).
Theo Sơn hải kinh, Phục Hy và Nữ Oa lại là một người bình thường sống ở một ngọn núi hư cấu mang tên Côn Lôn. Một ngày, họ đốt lửa ở hai nhánh cây khác nhau và tự dưng 2 ngọn lửa lại hòa làm một. Từ đó, họ quyết định trở thành vợ chồng. Cả hai nặn hình người đất và ban sự sống cho chúng, từ người đất thì loài người đã được sinh ra.
Theo truyền thuyết, ông còn là người đã kiến thuyết Bát quái (八卦). Phục Hy được cho là đã phát hiện cấu trúc Bát quái từ các dấu trên lưng một con Long Mã (có sách viết là một con rùa) nổi lên từ dưới sông Lạc Hà, một sông nhánh của Hoàng Hà. Cách sắp xếp Bát quái này đã sinh ra Kinh Dịch trong thời nhà Chu. Phát kiến này còn được cho là nguồn gốc của thư pháp.
Sách Bạch hổ thông nghĩa (白虎通義) của Ban Cố (32 – 92), thời đầu của nhà Hậu Hán, đã viết về tầm quan trọng của Phục Hy như sau: 
| “                                                  | Thời đầu sơ khai, xã hội còn chưa có đạo đức hay trật tự xã hội. Người chỉ biết đến mẹ, không biết cha. Khi đói, người ta tìm thức ăn, khi thỏa mãn, người ta vứt đồ còn lại. Họ ăn thịt cả lông, uống máu, và che thân bằng da thú và vỏ cây. Rồi Phục Hy đến, nhìn lên ngắm trời, nhìn xuống ngắm đất. Ông hợp chồng với vợ, sắp đặt ngũ hành, và đề ra luật lệ cho con người. Ông đề ra bát quái, để thu tóm sự thống trị thiên hạ. | ” |
| — Ban Cố. Bạch hổ thông nghĩa. trích từ Kinh Dịch. | |   |

Cùng với Thần Nông và Hoàng Đế, Phục Hy còn được cho là người phát minh ra đàn sắt.

## Danh sách quân chủ Phục Hy thị

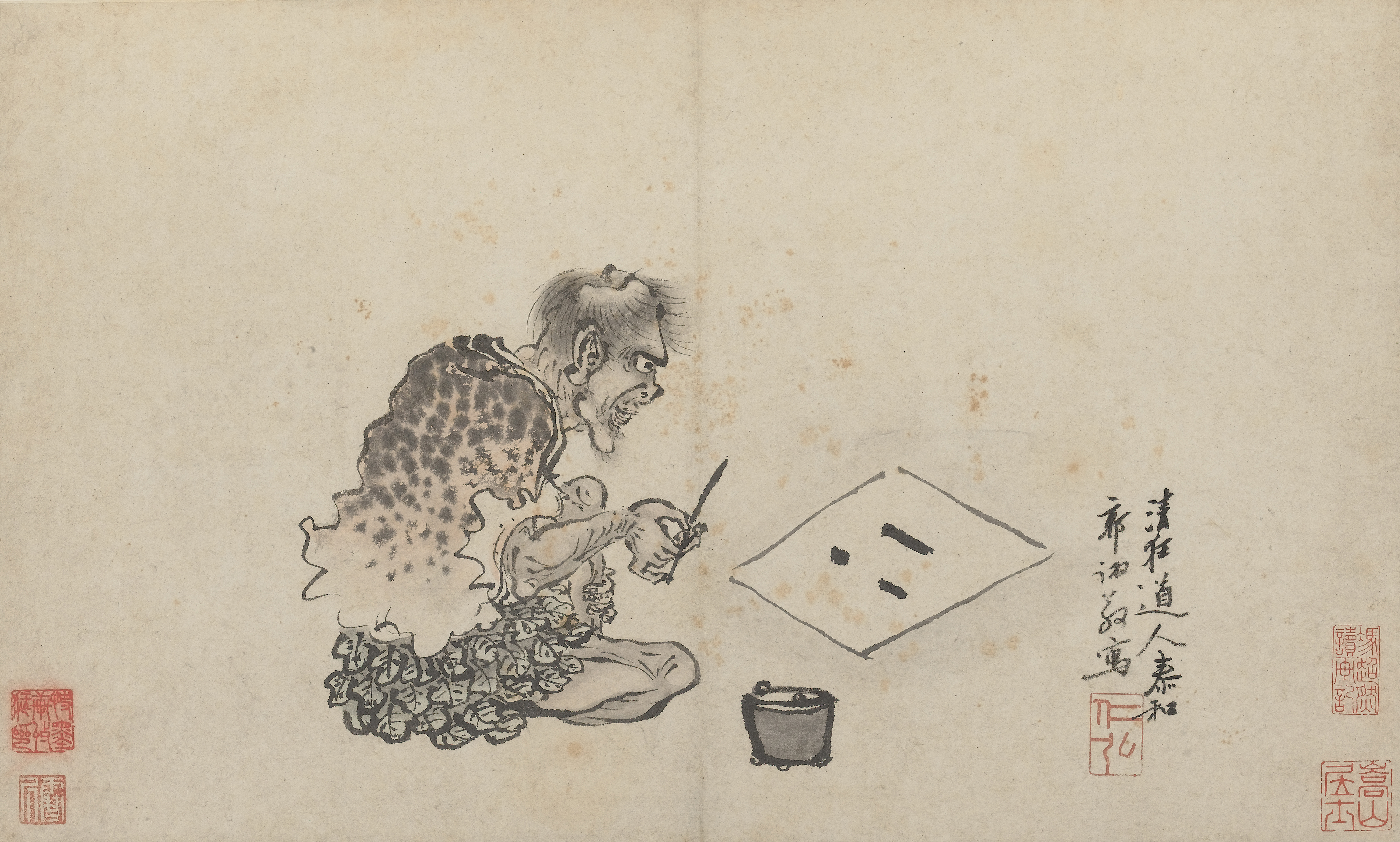
Phục Hy bấm quẻ, tranh thời nhà Minh.

Phục Hy dạy dân cày bừa, nuôi gia súc, dùng lưới đánh cá, nấu ăn và săn bắn bằng vũ khí sắt. Ông cùng Nữ Oa là hình tượng thể chế hóa hôn nhân và thực hiện buổi tế trời đầu tiên. Theo truyền thuyết thì Phục Hy ở ngôi vị khoảng 115 năm, truyền được 15 đời tổng cộng 1260 năm.
Sách Đế vương thế kỷ của Hoàng Phủ Mật, người nước Tào Ngụy thời Tam Quốc và Tây Tấn nói rằng họ Phục Hy truyền tổng cộng 16 đời cụ thể như sau:
1. Thái Hạo Đế Bào Hy thị (大皞帝包犧氏)
2. Nữ Oa thị (女媧氏)
3. Đại Đình thị (大庭氏)
4. Bách Hoàng thị (柏皇氏)
5. Trung ương thị (中央氏)
6. Lật Lục thị (栗陸氏)
7. Ly Liên thị (驪連氏)
8. Hách Tư thị (赫胥氏)
9. Tôn Lư thị (尊盧氏)
10. Hỗn Độn thị (混沌氏)
11. Hạo Anh thị (皞英氏)
12. Hữu Sào thị (有巢氏)
13. Chu Tương thị (朱襄氏)
14. Cát Thiên thị (葛天氏)
15. Âm Khang thị (陰康氏)
16. Vô Hoài thị (無懷氏)

## Trong trò chơi điện tử
Ông xuất hiện trong các trò chơi điện tử Dynasty Warriors 3, Warriors Orochi 2 và Warriors Orochi Z đều của Koei.